# Henk Weerink

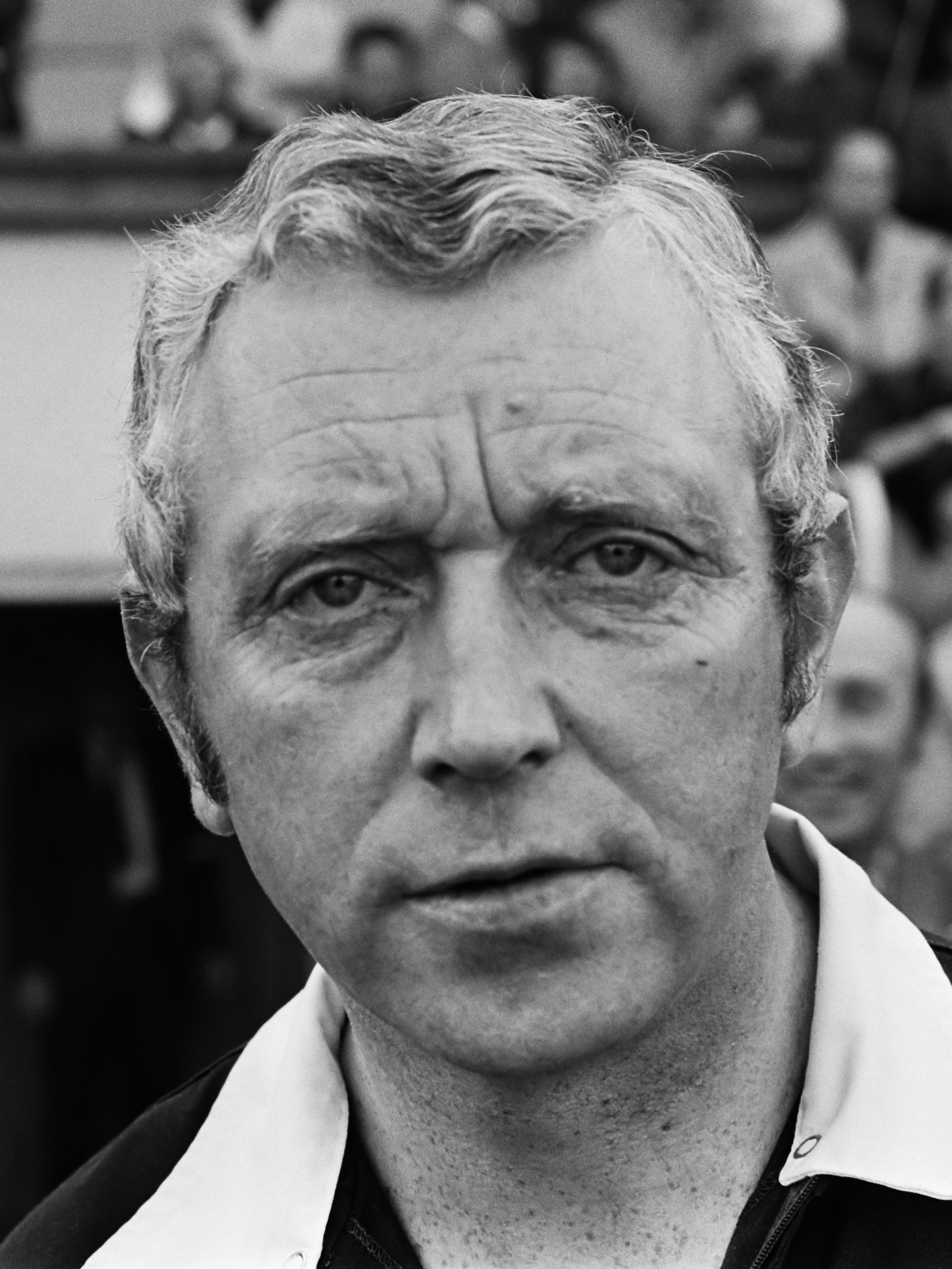
Henk Weerink (1976)

Hendrik „Henk“ Weerink (* 2. Juli 1936 in Coevorden; † 13. März 2014) war ein niederländischer Fußballschiedsrichter.

## Sportlicher Werdegang
Weerink leitete zwischen 1967 und 1983 Spiele in der Eredivisie und rückte dabei Ende der 1970er Jahre in den internationalen Fußball. 1978 pfiff er sein erstes Länderspiel, als Luxemburg der französischen Nationalmannschaft im Rahmen der Qualifikation zur EM-Endrunde 1980 unterlag. In der Folge leitete er weitere Spiele im Europapokal und zwischen Nationalmannschaften. Auf nationaler Ebene wurde ihm zudem die Leitung der Endspiele um den KNVB-Pokal 1981/82 (Rückspiel zwischen AZ Alkmaar und dem FC Utrecht) sowie den KNVB-Pokal 1982/83 (Hinspiel zwischen Ajax Amsterdam und NEC Nijmegen) übertragen.
Später war Weerink in die Organisation des niederländischen Schiedsrichterwesens eingebunden und war zeitweise als Beobachter für den KNVB tätig.